# The Peel Session (альбом Сида Барретта)
The Peel Session — мини-альбом британского рок-музыканта Сида Барретта, выпущенный 25 января 1987 года. EP содержит пять песен, исполненных Барреттом на радиошоу Джона Пила Top Gear, материал был записан 24 февраля 1970 года и транслировался на Би-би-си.

## Список композиций
Слова и музыка всех песен — написаны Сидом Барреттом (возможно, за исключением «Two of a Kind»).
| №  | Название      | Длительность |
| -- | ------------- | ------------ |
| 1. | «Terrapin»    | 3:02         |
| 2. | «Gigolo Aunt» | 3:35         |

| №  | Название                | Длительность |
| -- | ----------------------- | ------------ |
| 1. | «Baby Lemonade»         | 2:30         |
| 2. | «Effervescing Elephant» | 0:57         |
| 3. | «Two of a Kind»         | 2:28         |

## Участники записи
- Сид Барретт — акустическая гитара, вокал
- Дэвид Гилмор — бас-гитара, электрогитара, электроорган, бэк-вокал
- Джерри Ширли[англ.] — перкуссия